# سولومون دوداشفيلي

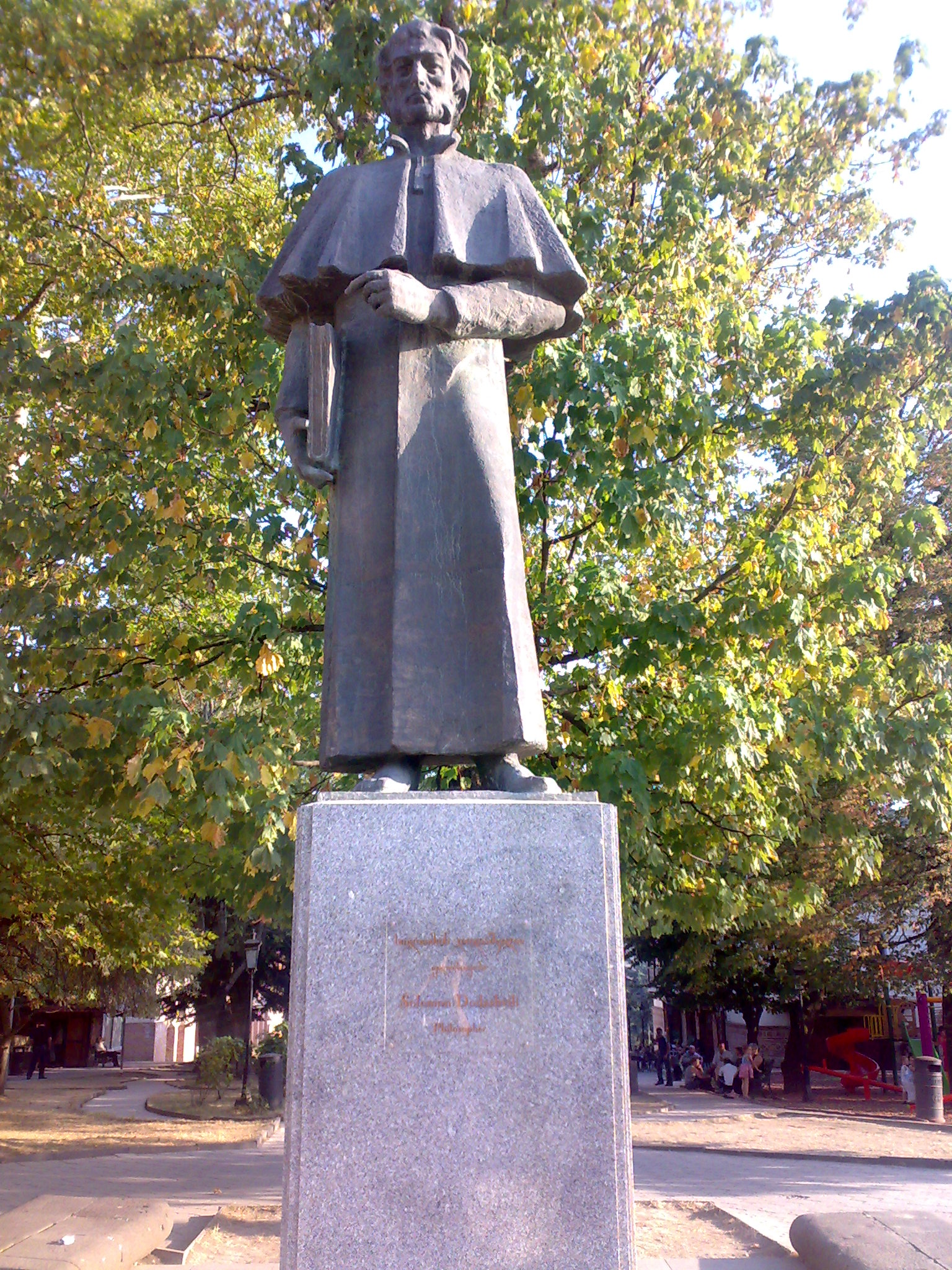
نصب تذكاري لسولومون دوداشفيلي في مدينة Sighnaghi

سولومون دوداشفيلي (17 ماي 1805 - 20 أغسطس 1836) (بالجورجية: სოლომონ დოდაშვილი) المعروف أيضا باسم سولومون إيفانوفيتش دودايف موجارسكي (الروسية: Соломон Иванович Додаев-Могарский) هو فيلسوف وصحفي ومؤرخ ونحوي جورجي.
ولد دوداشفيلي في منطقة كاخيتي بجورجيا. وبعد أن تخرج من جامعة سانت بطرسبرغ الحكومية في 1827، حصل على درجة الماجستير في الفلسفة هناك في 1828.

## روابط خارجية
- (بالروسية) Додашвили, Соломон Иванович, a الموسوعة السوفيتية العظمى article on Dodashvili.